# Mycosphaerella areola
Mycosphaerella areola är en svampart som beskrevs av Ehrlich & F.A. Wolf 1932. Mycosphaerella areola ingår i släktet Mycosphaerella och familjen Mycosphaerellaceae.   Inga underarter finns listade i Catalogue of Life.